# Артега, Альфонсо д’
Альфонсо д’Артега (исп. Alfonso D'Artega), настоящее имя — Альфонсо Армандо Антонио Фернандес (исп. Alfonso Armando Antonio Fernandez; 5 июня 1907, Силао, штат Гуанахуато, Мексика — 20 января 1998) — американский композитор и дирижёр мексиканского происхождения.
Жил в США с 1918 г. Учился музыке у Бориса Левензона.
Занимался преимущественно лёгкой музыкой. В 1947 г. впервые провёл цикл концертов лёгкой музыки в Карнеги-Холле, с музыкантами Нью-Йоркского филармонического оркестра. Одним из ранних проектов д’Артега был женский оркестр, шоу-группа из двадцати человек. Группа была сформирована в Нью-Йорке в 1942 году и появилась в бродвейской пьесе «Hair Pin Harmony». В результате успеха группа заключала контракт с компанией «Объединённые организации обслуживания» (United Service Organization). В том же году снялся в эпизодической роли Петра Ильича Чайковского в фильме-мюзикле «Карнеги-Холл» (он же дирижировал записью саундтрека к фильму). В качестве приглашённого дирижёра выступал также с симфоническими оркестрами Баффало и Майами, с оркестром Symphony of the Air и другими коллективами, а также с собственным оркестром лёгкой музыки. Как композитор д’Артега написал около 50 песен, из которых наиболее известной стала песня «In The Blue Of Evening» (совместно с Томасом Монтгомери Адером), которую в 1943 г. записал Фрэнк Синатра.